# Oxidación anaerobia de metano
La oxidación anaerobia del metano (OAM) es el proceso biológico (catalizado por microorganismos) mediante el cual el potente gas de efecto invernadero metano (CH4) es oxidado completamente a dióxido de carbono (CO2) sin la necesidad de emplear oxígeno molecular (O2) como el aceptor final de electrones (Ecuación 1). Este proceso ocurre comúnmente en sedimentos anóxicos de un gran número de cuerpos de agua incluyendo el océano, humedales, ríos, lagos y acuíferos. Se estima que el proceso OAM previene la emisión de hasta el 90% del CH4 originalmente producido en los sedimentos del ecosistema marino hacia la atmósfera terrestre, regulando de esta manera el calentamiento global. En ecosistemas de agua dulce como los humedales, los principales emisores naturales de CH4, se calcula que la OAM suprime la emisión de hasta 200 Teragramos de CH4 al año.
Ecuación 1: {\displaystyle {\ce {CH4 + Oxidante Alternativo -> CO2 + Forma Reducida del Oxidante Alternativo + H2O}}}
Al prescindir de O2 para llevar a cabo la oxidación de CH4, los microorganismos metanótrofos anaerobios requieren de la utilización de un aceptor final de electrones, también conocido como oxidante para completar su cadena respiratoria y obtener energía. En sedimentos marinos, el aceptor final de electrones que sustenta el proceso OAM es el sulfato (SO42-) (Ecuación 2). Durante las últimas décadas se ha demostrado que un gran número de oxidantes alternativos (diferentes al O2) pueden sustentar la reacción AOM. Algunos de los más importantes debido a su abundancia en el medio ambiente son: compuestos de nitrógeno como el nitrato (NO3-) y nitrito (NO2-), minerales como los óxidos de hierro (ferrihidrita, goethita) y los óxidos de manganeso (vernadita, birnessita). Aceptores de electrones orgánicos como el humus (también conocido como sustancias húmicas ó materia orgánica natural con actividad redox) también pueden sustentar la OAM.

## OAM acoplada a la sulfato-reducción
Durante décadas la oxidación de CH4 en ausencia de O2 era considerada una reacción imposible. Lo anterior, debido a la poca energía (energía libre de Gibbs) que el proceso brinda para el sostenimiento y crecimiento microbiano. Además de la difícil activación de la molécula de CH4 (inserción de oxígeno) en ausencia de la acción de oxígeno molecular (O2) y de enzimas monooxigenasas (empleadas por las bacterias metanótrofas aerobias). A partir de los 60's y hasta principios de los 80's surgieron las primeras evidencias asociando la desaparición de metano en sedimentos marinos asociada al fenómeno microbiano de la sulfato reducción (Ecuación 2).
Ecuación 2: {\displaystyle {\ce {CH4 + SO4^2- -> HCO3^- + HS- + H2O}}}
ΔGº' = -16.6 kJ mol-1
No obstante, fue hasta la década de los 90's en que surgieron los primeros reportes demostrando la factibilidad del proceso en experimentos in vitro, los cuales revelaron la composición de los consorcios microbianos que catalizan este proceso.
Entre 1994 y 2004 se comenzaron a esclarecer los mecanismos que rigen la OAM acoplada a la reducción de sulfato (Ecuación 2). Algunos de los hallazgos más importantes descubiertos durante este periodo establecieron que: (i) el proceso AOM acoplado a la sulfato reducción es llevado a cabo por arqueas metanotróficas (ANME) asociadas a bacterias reductoras de sulfato (sulfato-reductoras), y (ii) las arqueas ANME tienen la capacidad de usar el metano como fuente única de carbono y energía llevando a cabo su mineralización (oxidación completa a CO2) mediante un proceso de metanogénesis reversa.

### Arqueas ANME (ANaerobicMEthanotrophic archaea) y bacterias asociadas
Las arqueas conocidas como ANME constituyen un grupo de microorganismos que se divide en tres subgrupos (ANME-1, ANME-2 y ANME-3) los cuales han sido ampliamente estudiados por su capacidad para oxidar metano en ausencia de oxígeno mediante el mecanismo de metanogénesis reversa.
El grupo ANME-1 está tiene cercanía filogenética con arqueas metanogénicas de los órdenes Methanomicrobiales y Methanosarcinales, sin embargo pertenece a un clúster filogenético propio. El grupo ANME-1 se divide en dos subclusters: ANME-1a y ANME-1b. Este tipo de arquea se encuentra principalmente en áreas anóxicas de sedimentos marinos, ventilas hidrotermales y sedimentos de lagos. Las bacterias sulfato-reductoras comúnmente asociadas a ANME-1 pertenecen a los grupos Desulfosarcina y Desulfococcus (δ-proteobacteria). Las arqueas ANME-1 poseen el gen metil-coenzima A reductasa (mcrA) el cual está involucrado en el último paso dentro de la ruta metabólica de la metanogénesis y por tanto, en el primer paso de la metanogénesis reversa.
El grupo ANME-2 está dividido en cuatro subclusters (ANME-2a, ANME-2b, ANME-2c y ANME-2d) y es genéticamente cercano al orden de metanógenos Methanosarcinales. Miembros del grupo ANME-2 pueden ser encontrados en ambientes anóxicos de cuerpos de agua marinos y de agua dulce. Al igual que el grupo ANME-1, las arqueas ANME-2 forman asociaciones sintróficas con bacterias Desulfosarcina y Desulfococcus.
El grupo ANME-3 ha sido encontrado principalmente en sedimentos de volcanes submarinos y ventilas hidrotermales. Este grupo de ANME es filogenéticamente cercano a los metanógenos del orden Methanococcoides y se ha encontrado asociado a bacterias sulfato-reductoras del grupo Desulfobulbus.

## OAM acoplada a la desnitrificación
Las primeras evidencias demostrando la ocurrencia del proceso OAM acoplado a la reducción de nitrato (NO3-) (Ecuación 3) fue obtenida por Islas-Lima y colaboradores en 2004. Este fue el primer estudio demostrando que la eliminación simultánea de CH4 y NO3- en un biorreactor escala laboratorio era posible.
Ecuación 3: {\displaystyle {\ce {5CH4 + 8NO3^- + 8H+ -> 5CO2 + 4N2 + 14H2O}}}
ΔGº' = -756 kJ mol-1
Más tarde, Raghoebarsing y colaboradores (2006) demostraron que OAM acoplada a la desnitrificación (reducción de compuestos oxidados de nitrógeno) era catalizada por un consorcio microbiano compuesto por arqueas filogenéticamente cercanas al grupo ANME-2d y bacterias cuya identidad taxonómica caía dentro de un nuevo filo. Estudios subsecuentes lograron discernir la actividad de cada microorganismo en el proceso de AOM acoplado a la desnitrificación. Por un lado se identificó que la arquea del grupo ANME-2d, nombrada Candidatus Methanoperedens nitroreducens, era la encargada de llevar a cabo el proceso OAM con NO3- como el aceptor final de electrones produciendo NO2- y CO2 como productos vía metanogénesis reversa (Ecuación 4).
Ecuación 4: {\displaystyle {\ce {CH4 + 4NO3^- -> CO2 + 4NO2^- + 2H2O}}}
ΔGº' = -503 kJ mol-1
El nitrito resultante sería llevado a nitrógeno molecular (N2) (Ecuación 5) por las bacterias antes detectadas y nombradas Methylomirabilis oxyfera (filo NC10) mediante un proceso de producción de O2 intracelular llamado vía intra-aerobia. Adicionalmente, se encontró que bacterias oxidadoras anaerobias de amonio (NH4+) (ANAMMOX) podrían participar en el proceso al consumir parcialmente el NO2- producido por M. nitroreducens (Ecuación 6).
Ecuación 5: {\displaystyle {\ce {3CH4 + NO2^- + 8H+ -> 3CO2 + N2 + 10H2O}}}
ΔGº' = -928 kJ mol-1
Ecuación 6: {\displaystyle {\ce {NH4^+ + NO2- -> N2 + 2H2O}}}
ΔGº' = -358 kJ mol-1
Estudios recientes han demostrado que en ausencia de M. oxyfera o bacterias ANAMMOX, la producción de amonio a partir de la AOM acoplada a la reducción de nitrato puede ser cuantificada (Ecuación 7). Lo anterior implica que las arqueas asociadas al grupo ANME-2d (M. nitroreducens), son capaces de llevar a cabo la reducción desasimilatoria de NO3- a NH4+ vía NO2-, una característica raramente observada en arqueas.
Ecuación 7: {\displaystyle {\ce {CH4 + NO3^- + 2H+ -> CO2 + NH4+ + 2H2O}}}

### OAM acoplada a la reducción de óxido nitroso (N2O)
El proceso OAM puede llevarse a cabo con un segundo gas de efecto de invernadero como aceptor final de electrones que se origina en el ciclo del nitrógeno, este es el caso del óxido nitroso (N2O) (Ecuación 8). El N2O posee un potencial de calentamiento global de alrededor de 289 (con respecto al CO2) convirtiéndolo en uno de los gases de efecto invernadero más importantes. El N2O se origina como subproducto de los metabolismos de desnitrificación y nitrificación en bacterias. La OAM acoplada a la reducción de N2O es uno de los mecanismos de oxidación de CH4 de descubrimiento más reciente. Se han propuesto dos mecanismos para que esta reacción pueda llevarse a cabo, la primera es llevada a cabo por bacterias aún no identificadas mediante una vía intra-aerobia, mientras que la segunda es llevada a cabo por arqueas y bacterias en un proceso mediado por sustancias húmicas (materia orgánica natural con actividad de transporte de electrones (redox)).
Ecuación 8: {\displaystyle {\ce {CH4 + 4N2O -> CO2 + 4N2 + 2H2O}}}
ΔGº' = -1230.14 kJ mol-1

## OAM acoplada a la reducción de óxidos metálicos
Los óxidos metálicos, por ejemplo, aquellos de hierro (Fe) y manganeso (Mn), representan importantes aceptores terminales de electrones en la naturaleza debido a su abundancia en la corteza terrestre. Las primeras evidencias asociando el proceso OAM a la reducción de óxidos metálicos surgió en 2009 en un estudio por Beal y colaboradores. En este estudio se demostró que la microbiota de un sedimento marino podía acoplar el proceso OAM a la reducción de óxidos de hierro como la ferrihidrita (Ecuación 9) y un óxido de manganeso como la birnessita (Ecuación 10). 
Ecuación 8: {\displaystyle {\ce {CH4 + 8Fe(OH)3 + 15H+ -> HCO3^- + 8Fe^2+ + 21H2O}}}
ΔGº' = -270.3 kJ mol-1
Ecuación 9: {\displaystyle {\ce {CH4 + 4MnO2 + 7H+ -> HCO3^- + 4Mn^2+ + 5H2O}}}
ΔGº' = -556 kJ mol-1
Ya que los óxidos metálicos están presentes en la gran mayoría de los cuerpos de agua, se cree que la OAM dependiente de su reducción puede ser un importante sumidero de CH4 tanto en ecosistemas marinos y de agua dulce.

### Microorganismos involucrados y mecanismos
Existen diversas bacterias y arqueas cuya capacidad para llevar a cabo el proceso OAM acoplado a la reducción de metales ha sido propuesto y/o comprobado por diversas metodologías. A continuación, se enlistan los microorganismos involucrados en el proceso OAM cuando éste se lleva a cabo de manera directa, es decir, sin la intervención de mediadores redox (agentes que transportan electrones entre los microorganismos y el óxido metálico).

#### Primeros hallazgos
El primer estudio demostrando la ocurrencia de la OAM acoplada a la reducción de ferrihidrita y birnessita propuso diversos grupos de arquea potencialmente involucrados en el proceso basado en un análisis de abundancias en secuencias del gen mcrA y 16S. Entre las arqueas más abundantes se encontraron miembros no cultivados del Grupo Marino Béntico C y D (MGBC y MBGD) y ANME-3. Diversos grupos de bacterias con capacidad de reducir metales fueron encontrados, entre ellos se enumeran miembros del grupo Bacteroidota, Pseudomonadota (incluyendo Geobacter), Acidobacteriota y Verrucomicrobiota.

#### ANME-2c
La primera evidencia demostrando que un miembro del grupo ANME era capaz de acoplar la OAM a la reducción de metales fue proveída por Scheller y colaboradores (2016) para la arquea ANME-2c. Este subtipo de ANME fue capaz de acoplar la OAM a la reducción de distintos complejos metálicos solubles como el citrato férrico, Fe(III)-EDTA y Fe(III)-NTA.

#### Miembros de la familiaMethanoperedenaceae
Subsecuentemente, Ettwig y colaboradores demostraron actividades similares para un filotipo de ANME-2d (2016). En este estudio se demostró que una arquea del orgen Methanosarcinales genéticamente cercana a Candidatus Methanoperedens nitroreducens era capaz de acoplar la OAM a la reducción de citrato férrico, y minerales como la ferrihidrita y birnessita de una manera estequiométrica, y en la ausencia de compañeros sintróficos bacterianos.

##### CandidatusMethanoperedens ferrireducens
En 2017, Cai y colaboradores (2017) reportaron un nuevo filotipo de arquea dentro de la familia Methanoperedenaceae bautizado Methanoperedens ferrireducens obtenido mediante enriquecimiento en biorreactor (de aproximadamente 1100 días de operación). El nuevo microorganismo posee todas los genes necesarios para codificar las enzimas involucradas en la metanogénesis reversa, así como en la reducción aceptores de electrones extracelulares.

##### CandidatusMethanoperedens manganireducensy CandidatosMethanoperedensmanganicus
En 2019, Leu y colaboradores (2019) demostraron dos nuevos filotipos de arquea dentro de la familia Methanoperenedaceae nombrados Methanoperedens manganireducens y Methanoperedens manganicus capaces de acoplar la OAM a la reducción del óxido de Mn(IV) birnessita.

## OAM acoplada a la reducción de aceptores de electrones orgánicos y materiales carbonosos

### Oxidación anaerobia de metano acoplada a la reducción de materia orgánica natural y sus análogos estructurales
La primera demostración de un aceptor de electrones orgánico involucrado en el proceso OAM fue publicada por Scheller y colaboradores en 2016 en la prestigiosa revista Science. Scheller y colaboradores reportaron que un enriquecimiento de microorganismos obtenido a partir de sedimentos marinos era capaz de acoplar la oxidación de CH4 a la reducción de varios aceptores de electrones artificiales, entre ellos la quinona AQDS (antraquinona-2,6-disulfonato, Ecuación 11) y sustancias húmicas comerciales (Sigma-Aldrich). Adicionalmente se observó que el microorganismo encargado de llevar a cabo este proceso era la arquea metanotrófica ANME-2c la cual prescindió de compañeros sintróficos bacterianos para llevar a cabo este proceso.
Ecuación 11: {\displaystyle {\ce {CH4 + 4AQDS + 2H2O -> CO2 + 4AH2QDS}}}
ΔGº' = -43.2 kJ mol-1
Estudios subsecuentes demostraron la ocurrencia del proceso AOM dependiente de la reducción de sustancias húmicas por la microbiota de los sedimentos de un humedal costero en el Golfo de México (Ecuación 12).
Ecuación 12:{\displaystyle {\ce {CH4 + NOMox + H2O -> CO2 + NOMred}}}
En el estudio por Valenzuela y colaboradores (2017), se demostró que la microbiota de sedimentos muestreados en los manglares de Sisal (Yucatán, México) era capaz de acoplar la OAM a la reducción de AQDS, sustancias húmicas altamente purificadas (ácidos húmicos Pahokee Peat, IHSS), así como a la reducción de la materia orgánica natural intrínseca a los sedimentos. La OAM acoplada a la reducción de materia orgánica natural con actividad-redox (capacidad de intercambio de electrones) representa un proceso con la capacidad de mitigar la emisión de grandes cantidades de CH4 hacia la atmósfera en una gran cantidad de ecosistemas debido a la ubicuidad que la materia orgánica con capacidad redox tiene en la naturaleza.